# Anonconotus ghiliani
Anonconotus ghiliani är en insektsart som beskrevs av Lorenzo Camerano 1878. Anonconotus ghiliani ingår i släktet Anonconotus och familjen vårtbitare. Inga underarter finns listade i Catalogue of Life.